# Бойко, Александр Александрович
Бойко Александр Александрович (2 августа 1952, Крупская - 23 октября 2014, Селидово) - писатель, журналист, основатель газеты «Региональные вести». Не разделял советско-коммунистической идеологии. Автор многих книг, статей, а также создатель важной исторической статьи "Гений из Солнцевки" о родине великого композитора Сергея Прокофьева.

## Биография
Бойко Александр Александрович (2 августа 1952, станица Крупская, Выселковского района, Краснодарского края — 23 октября 2014 года, город Селидово, Донецкая область, Украина) — писатель, журналист, основатель и главный редактор газеты «Региональные вести»
Вырос в неполной семье — без отца, которого даже не знал.
Воспитывался в школе интернате города Рубежное, Ворошиловоградской области (сейчас Луганской). Рос в основном с бабушкой — Варварой Бойко.
Трудовой путь начал очень рано в 15 лет — учеником токаря.
Работал также в котельной простым кочегаром, сварщиком.
В 1974 году активно работал на строительстве автозавода «Камаз» в городе Набережные Челны.
В 1975 году женился на Бойко Лии Кирилловне в девичестве — Колесниковой.
В 1984 году поступил в Московский Литературный институт им. М.Горького. Учился у известного писателя и литературного критика — Михаила Петровича Лобанова. В последствии Михаил Петрович, называл Александра Бойко — одним из своих лучших учеников.
Александр Бойко, получал много предложений по сотрудничеству от различных изданий, в том числе от «Литературной Газеты». Но не разделяя советско-коммунистической идеологии о которой его просили хвалебно писать — отказывался.
В 1989 году стал заведующим отделом писем и ведущим журналистом, украино-язычной газеты «Наша Зоря». В которой, впервые опубликовал свою историческую статью: «Гений из Солнцевки», о Родине великого композитора Сергея Прокофьева.
В 1995—1996 гг. посетил святой Афон, Грецию и остров Крит.
В 2007 году овдовев — очень тяжело переживал смерть жены. Начал работы над автобиографической книгой: памяти супруги — Бойко Лии Кирилловны.
В 2010 году выходит книга: «Жизнь с Лией. И без нее.» Работа над которой длилась более трех лет.
В 2011 году основал и возглавил газету — «Региональные вести».

## Смерть
Очень тяжело переживал войну в Украине начавшуюся в 2014 году. В результате чего произошел инсульт. Обследование и лечение результата не дало.
Нарушилась речь, координация движения. И через две недели — 23 октября 2014 года — Александр Александрович Бойко рано утром скончался.

## Семья
Жена Бойко Лия Кирриловна (05.06.1952 — 17.08.2007).
Сыновья Бойко Эдуард (1977) и Бойко Руслан (1983).

## Книги
«Исцеление Духа. Сквозь тернии искушений» 

«Жизнь с Лией. И без нее. Реальность и мистика»

«Великие грешники ставшие святыми»

«По вере нашей. Практическое целительство»